# 佩里格林·霍登
佩里格林·霍登（英語：Peregrine Horden，1955年—）是一位英国历史学家，倫敦大學皇家霍洛威學院教授，主要研究地中海地区史和中世纪历史，作品有《堕落之海：地中海史研究》（The Corrupting Sea: A Study of Mediterranean History，与尼古拉斯·珀塞尔合著，2000年出版）等。